# Vildsvin (musikgrupp)
Vildsvin var ett svenskt rockband bildat i Varberg 1993 av Peter Månsson (trummor) och Roger Öjersson (gitarr) och Fredrik Thomander (sång & bas). Låten "Saga utan lyckligt slut" blev deras största hit. År 1998 splittrades Vildsvin.

## Diskografi
- 1995 - Grisfesten
- 1996 - Till Eder Tjänst
- 1997 - Iskallt Begär

### Singlar
- 1995 - Borta
- 1995 - Kycklingsnudlar Blues
- 1996 - Saga Utan Lyckligt Slut
- 1996 - Den Riktiga Världen?
- 1996 - Söndag Förmiddag
- 1996 - Som På Bio
- 1996 - Vi Ses Igen
- 1996 - Kåda

Samtliga album utgavs av Jimmy Fun Music. 